# Port-de-Paix (kommun)
Port-de-Paix är en kommun i Haiti.   Den ligger i departementet Nord-Ouest, i den nordvästra delen av landet, 160 km norr om huvudstaden Port-au-Prince.